# Gonzalo Rodríguez Martín-Granizo
Gonzalo Rodríguez Martín-Granizo (León, 25 de febrero de 1928-Madrid, 16 de diciembre de 1992) fue un militar español, almirante de la Armada que llegó a ser Jefe de Estado Mayor de la Defensa (JEMAD) desde 1990 hasta su fallecimiento.

## Biografía
Martín-Granizo ingresó en la carrera militar en 1946 con su incorporación a la Escuela Naval Militar. Cinco años después alcanzó el grado de alférez de navío. Estuvo destinado a bordo de distintos buques de la flota como los destructores Álava, Marqués de la Ensenada y Sánchez Barcáiztegui o los cruceros Almirante Cervera y Canarias. En tierra tuvo como destino la propia Escuela Naval donde se había formado, jefe en la División de Estrategia (1984) y segundo en la jefatura (1986) del Estado Mayor de la Armada, Jefe del Estado Mayor Conjunto de la Defensa al ascender a almirante, jefe de la Flota (1987) y jefe del Estado Mayor de la Defensa (JEMAD), nombrado por el gobierno en 1990 en sustitución del teniente general, Gonzalo Puigcerver Romá. Falleció mientras desempeñaba el cargo de JEMAD a causa de un derrame cerebral. Le sustituyó como JEMAD el teniente general José Rodrigo Rodrigo.
Fue considerado un modernizador de las Fuerzas Armadas, clave en la coordinación con la OTAN y en desplegar un papel internacional en misiones de paz del ejército español en distintos escenarios como la guerra de Kosovo. Coautor junto con el historiador y marino, José Ignacio González-Aller Hierro, del libro Submarinos republicanos en la Guerra Civil española (1982), en 1999, a título póstumo y con carácter honorífico, fue ascendido a almirante general de la Armada.
| Predecesor: Gonzalo Puigcerver Romá | Jefe de Estado Mayor de la Defensa 18 de mayo de 1990-16 de diciembre de 1992 | Sucesor: José Rodrigo Rodrigo |